# إيراغون (فلم)
إيراغون(بالإنجليزية: Eragon) هو فيلم مغامرة فنتازيا أصدر في الولايات المتحدة والمملكة المتحدة والمجر وأستراليا سنة 2006. الفيلم من إخراج ستيفن فانغمير.

## البطولة
- إدوارد سبيليرز
- جيرمي أيرونز
- سينا غايلوري
- روبرت كارليل
- جون مالكوفيتش
- غاريت هيدلوند
- ريتشل وايز

## القصة
يعيش أهل مملكة ألاجيسيا حياة تعيسة تحت حكم الملك الظالم جالباتوريكس. الذي كان قديما من الفرسان راكبي التنانين، ولكنه خان زملاءه وخان عهد القوة التي يملكها واستخدمها ليصل لحكم المملكة.
في هذا العالم يعثر الفتى اليتيم إيراجون على صخرة زرقاء غريبة. يكتشف فيما بعد أنها بيضة تنين. لتخرج من البيضة أنثى التنين سافيرا. ليعرف إيراجون منها أنه هو راكب التنين التي ذكرت النبوءة أنه سيخلص المملكة من الملك الظالم. ليبدأ في تكوين جيشه من الثوار استعدادا للمعركة الحاسمة ضد قوات الملك جالباتوريكس.

## الميزانية والإيرادات
بلغت تكلفة إنتاج الفيلم حوالي 100 مليون دولار بينما حقق أرباحا تقدر بـ 249,488,115 دولار.

## وصلات خارجية
- مقالات تستعمل روابط فنية بلا صلة مع ويكي بيانات